# 1955년 팬아메리칸 게임
1955년 팬아메리칸 게임은 1955년 3월 12일부터 3월 26일까지 멕시코의 멕시코시티에서 열린 2번째 팬아메리칸 게임이다.

## 참가국
- 아르헨티나
- 바하마
- 브라질
- 캐나다
- 칠레
- 콜롬비아
- 쿠바
- 퀴라소
- 도미니카 공화국
- 엘살바도르
- 과테말라
- 아이티
- 자메이카
- 멕시코 (개최국)
- 파나마
- 파라과이
- 푸에르토리코
- 트리니다드 토바고
- 우루과이
- 미국
- 베네수엘라

## 개최 종목
- 근대5종
- 농구
- 다이빙
- 레슬링
- 배구
- 복싱
- 사이클
- 수구
- 수영
- 싱크로나이즈드 스위밍
- 야구
- 역도
- 육상
- 조정
- 체조
- 축구
- 테니스
- 펜싱

## 메달 집계
| 순위 | 국가              | 금메달 | 은메달 | 동메달 | 합계 |
| ---- | ----------------- | ------ | ------ | ------ | ---- |
| 1    | 미국              | 81     | 58     | 38     | 177  |
| 2    | 아르헨티나        | 27     | 31     | 15     | 73   |
| 3    | 멕시코            | 17     | 11     | 30     | 58   |
| 4    | 칠레              | 4      | 7      | 13     | 24   |
| 5    | 캐나다            | 4      | 4      | 3      | 11   |
| 6    | 베네수엘라        | 2      | 5      | 11     | 18   |
| 7    | 브라질            | 2      | 3      | 12     | 17   |
| 8    | 콜롬비아          | 2      | 3      | 1      | 6    |
| 9    | 쿠바              | 1      | 6      | 6      | 13   |
| 10   | 파나마            | 1      | 1      | 0      | 2    |
| 11   | 도미니카 공화국   | 1      | 0      | 1      | 2    |
| 11   | 과테말라          | 1      | 0      | 1      | 2    |
| 13   | 우루과이          | 0      | 6      | 3      | 9    |
| 14   | 푸에르토리코      | 0      | 2      | 2      | 4    |
| 15   | 자메이카          | 0      | 2      | 1      | 3    |
| 16   | 퀴라소            | 0      | 1      | 3      | 4    |
| 17   | 트리니다드 토바고 | 0      | 1      | 1      | 2    |
| 합계 | 합계              | 143    | 141    | 142    | 426  |